# 조애나 무어

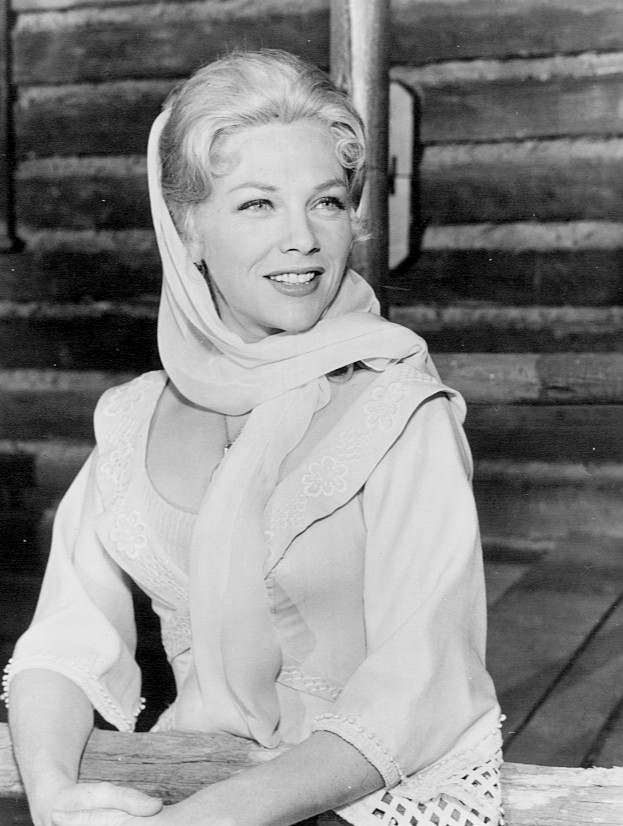

조애나 무어(Joanna Moore, 1934년 11월 10일 ~ 1997년 11월 22일)는 미국의 배우이다.
인디언웰스에서 사망하였다. 사인은 폐암이다.

## 영화
- 고요한 밤 - 첫 크리스마스 이야기 (2000년)
- FBI (1965년)
- 도망자 (1963년)
- 교정의 괴물 (1958년)
- 페리 메이슨 (1957년)
- 딜론 보안관 (1955년)